# 林放墓

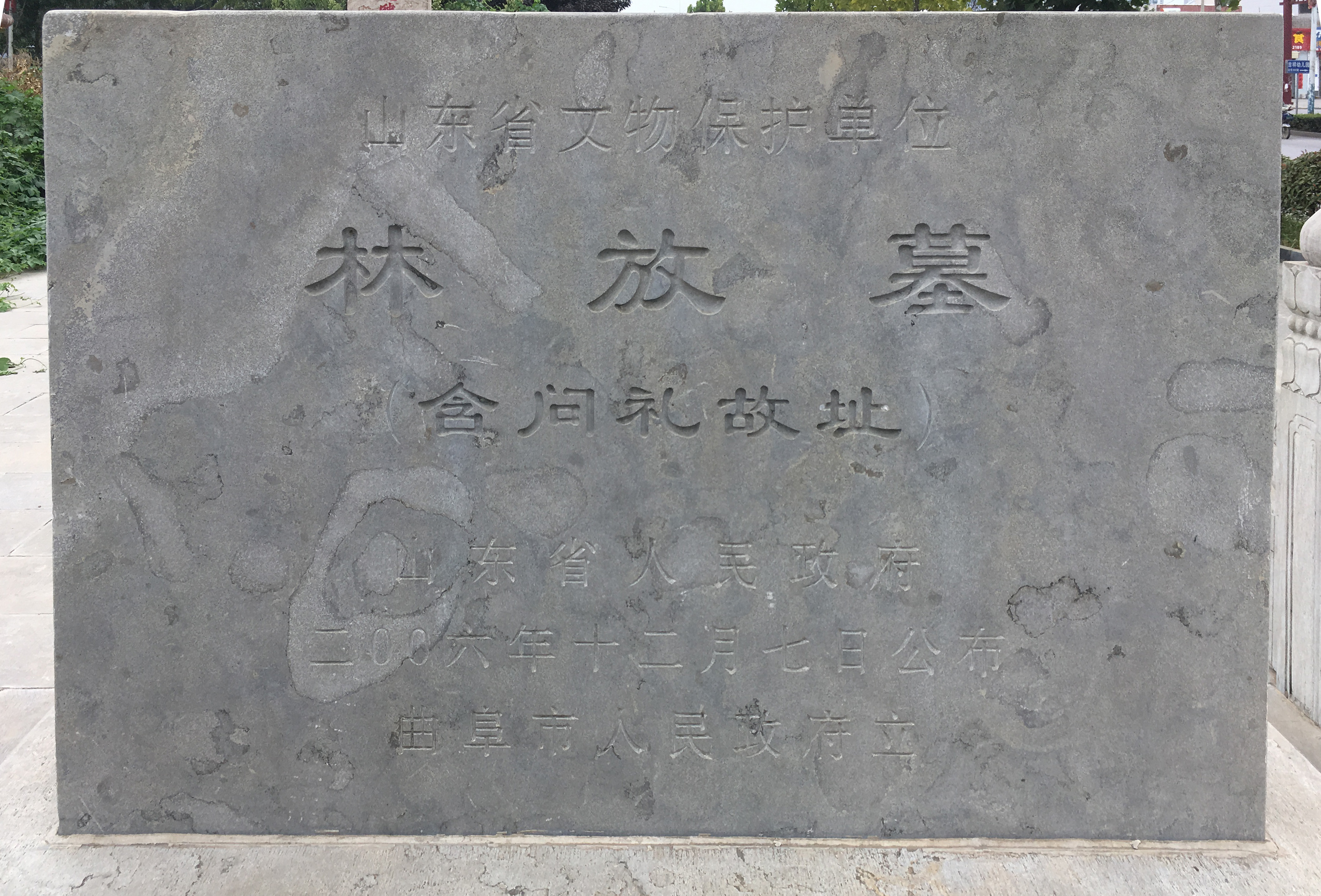
林放墓（含问礼故址）是山东省文物保护单位

林放墓，位于山东省济宁市曲阜市小雪镇林家村，是中华人民共和国山东省文物保护单位之一。墓主林放为孔子的弟子之一。
2006年12月7日，授予山东省文物保护单位，是一座古墓葬。